# Národní les El Yunque
Národní les El Yunque (anglicky El Yunque National Forest, španělsky Bosque Nacional El Yunque) je chráněné území v pohoří Sierra de Luquillo na severovýchodě ostrova Portoriko. Má rozlohu 113 km².
Kácení zdejších lesů bylo zakázáno již za španělské nadvlády v roce 1876. Chráněné území bylo vyhlášeno 17. ledna 1903 a v roce 1906 zařazeno mezi národní lesy Spojených států amerických. Do roku 2007 se jmenovalo Caribbean National Forest. Nový název je odvozen od místní hory El Yunque, což znamená ve španělštině kovadlinu. Nejvyšší horou národního lesa je však El Toro s 1075 metry nad mořem.
Jde o jediný tropický deštný les mezi národními lesy USA. Roste zde více než 240 původních druhů stromů, např. Dacryodes excelsa, Prestoea montana, Tabebuia rigida, Cecropia peltata a Manilkara bidentata. Hojné jsou také orchideje, kapradiny a houby. K chráněným živočichům patří hroznýšovec portorický, bezblanka koki a amazoňan portorický.
Domorodí Taínové považovali hory za sídlo boha Yokahu a zanechali zde četné skalní malby.
Ročně národní les navštíví okolo 600 000 osob. Na jeho území je dovoleno pohybovat se pouze pěšky. V roce 1963 byla postavena 23 metrů vysoká rozhledna Yokahu Tower. Budovu návštěvnického centra navrhl v roce 1996 portorický architekt Segundo Cardona.
Oblast se dostala do užšího výběru pro seznam Nových sedm divů přírody.